# Katecheta
Katecheta nebo katechetka je učitel (učitelka) náboženství nebo ten, kdo připravuje a vede katecheze pro děti či dospělé v církvi či připravuje katechumeny na křest v katolické církvi. Nemusí jím být kněz, nýbrž také kterýkoli křesťan-laik disponující příslušným pověřením od místního ordináře (tzv. kanonická neboli katechetická mise).
Katecheté v přípravě na tuto službu i během ní absolvují kurzy, ve kterých absolvují přednášky z pedagogických a teologických předmětů i praktického duchovního života.